# Episodi di Community (quarta stagione)
La quarta stagione della serie televisiva Community è stata trasmessa sul canale statunitense NBC dal 7 febbraio al 9 maggio 2013.
Si tratta della prima stagione della serie a essere prodotta senza il contributo dell'ideatore, autore e showrunner Dan Harmon, licenziato al termine della stagione precedente. Nelle vesti di showrunner Harmon venne rimpiazzato da David Guarascio e Moses Port. Chevy Chase, interprete di Pierce Hawthorne, abbandonò il cast poco prima della fine della produzione della stagione, quando l'ultimo episodio era già stato comunque filmato.
In Italia la stagione è stata trasmessa dal 24 aprile al 5 giugno 2013 sull'emittente televisiva Comedy Central. In chiaro è stata trasmessa su Italia 1 dal 30 ottobre all'8 novembre 2013.
| n° | Titolo originale                           | Titolo italiano                           | Prima TV USA     | Prima TV Italia |
| -- | ------------------------------------------ | ----------------------------------------- | ---------------- | --------------- |
| 1  | History 101                                | L'inizio della fine                       | 7 febbraio 2013  | 24 aprile 2013  |
| 2  | Paranormal Parentage                       | Insolite presenze                         | 14 febbraio 2013 | 24 aprile 2013  |
| 3  | Conventions of Space and Time              | Convenzioni spazio-temporali              | 21 febbraio 2013 | 1º maggio 2013  |
| 4  | Alternative History of the German Invasion | Storia alternativa dell'invasione tedesca | 28 febbraio 2013 | 1º maggio 2013  |
| 5  | Cooperative Escapism in Familial Relations | Fuga di gruppo dai rapporti familiari     | 7 marzo 2013     | 8 maggio 2013   |
| 6  | Advanced Documentary Filmmaking            | Produzione avanzata di documentari        | 14 marzo 2013    | 8 maggio 2013   |
| 7  | Economics of Marine Biology                | Economia della fauna marina               | 21 marzo 2013    | 15 maggio 2013  |
| 8  | Herstory of Dance                          | La sua storia della danza                 | 4 aprile 2013    | 15 maggio 2013  |
| 9  | Intro to Felt Surrogacy                    | Introduzione ai surrogati emotivi         | 11 aprile 2013   | 22 maggio 2013  |
| 10 | Intro to Knots                             | Introduzione ai nodi                      | 18 aprile 2013   | 22 maggio 2013  |
| 11 | Basic Human Anatomy                        | Basi di anatomia umana                    | 25 aprile 2013   | 29 maggio 2013  |
| 12 | Heroic Origins                             | La storia delle origini                   | 2 maggio 2013    | 29 maggio 2013  |
| 13 | Advanced Introduction to Finality          | Introduzione avanzata alla finalità       | 9 maggio 2013    | 5 giugno 2013   |

## L'inizio della fine
- Titolo originale: History 101
- Diretto da: Tristram Shapeero
- Scritto da: Andy Bobrow

### Trama
Sta per iniziare il primo giorno di scuola dell'ultimo anno e Abed sembra non essere pronto così Britta gli consiglia di rifugiarsi in un luogo felice nella sua mente. Allora Abed immagina un mondo in stile serie tv ambientato a Greendale con lui e il resto del gruppo, iniziando però a distaccarsi dalla realtà. Intanto Jeff ha tenuto occupati i posti del corso più ambito del collage (quello di storia del gelato) per sé e il resto del gruppo. Il rettore annuncia però che qualcuno ha falsificato le partecipazioni a quel corso e organizza i "Rettor-Hunger Games" in cui ci saranno una serie di prove fisiche per ognuna delle quali verrà assegnata una palla rappresentante un posto in quel corso. A questo punto Jeff svela che deve frequentare quel corso perché è l'unico corso di storia disponibile ed è anche il corso che gli serve per completare la laurea in anticipo, così decide di conquistare sette palle per poter frequentare il corso con tutti i suoi amici i quali, offesi dal fatto che lui non abbia detto niente della laurea anticipata, se ne vanno. Annie e Shirley decidono che quest'anno faranno degli scherzi al rettore e mentre fanno scoppiare i pop-corn nella sua auto Annie si rende conto che la vita che aveva programmato fino a quel momento inizia a non essere più ciò che realmente vuole e che Jeff le mancherà tanto. Troy invece voleva andare a esprimere i desideri di inizio anno davanti alla fontana con Abed, ma ci andrà con Britta, con la quale ha intrapreso una relazione durante l'estate. Mentre Jeff vince una prova dopo l'altra capisce che il rettore non vuole lasciarlo andare via e che per questo ha cancellato il vero corso di storia e organizzato i Rettor-Hunger Games, impedendogli di laurearsi. Nel frattempo Pierce è distratto per pensare a una battuta divertente e Abed si chiude nel suo mondo nel quale lui e i suoi amici non si laureeranno mai e rimarranno sempre assieme, ma quando anche in questo mondo le cose non vanno come lui vorrebbe si rifugia in un ulteriore realtà all'interno di questa. Quando il gruppo si accorge della situazione di Abed, Jeff rinuncia a prendere la settima palla per salvarlo così il gruppo non potrà frequentare il corso di storia del gelato. Quando Jeff torna a casa incontra sul pianerottolo il rettore che gli dice di aver reintegrato il vero corso di storia e che ha comprato l'appartamento accanto diventando suo vicino di casa. A fine episodio si vede Chang nudo e bagnato che consegna un biglietto a un uomo con scritto "Mi chiamo Kevin, ho la Changnesia". 

## Insolite presenze
- Titolo originale: Paranormal Parentage
- Diretto da: Tristram Shapeero
- Scritto da: Megan Ganz

### Trama
I famosi studenti del Greendale stanno per andare alla annuale festa di Halloween, quando ricevono una telefonata da Pierce che afferma di essersi barricato per errore in una stanza speciale blindata della sua casa. I ragazzi, in un primo tempo titubanti, accettano di aiutarlo anche perché è rimasto da poco "orfano" del padre e perché Vicky non l'ha invitata alla festa. Da qui i ragazzi cominciano un tour molto "inquietante" della casa di Pierce per trovare la password per sbloccare e liberare Pierce. Ma in realtà tutto questo faceva parte di un diabolico piano di Pierce per spaventare i compagni di college e per vendicarsi di essere sempre escluso dalle attività del gruppo di studio.

## Convezioni spazio-temporali
- Titolo originale: Convection of Space and Time
- Diretto da: Michael Patrick Jann
- Scritto da: Maggie Bandur

### Trama
I ragazzi del Greendale trascinati da Troy e Abed si aggregano alla convention IspecTiCon, l'annuale ritrovo di tutti i fans dell'Ispettore Spaziotempo. La situazione degenera quando un amico di penna di Abed, un certo Toby Davies (interpretato da Matt Lucas, che ha partecipato a Doctor Who nel ruolo di Nardole) prova a rompere l'amicizia tra Troy e Abed. Nel frattempo Annie si rilassa nel hotel che accoglie la convention fingendosi la moglie di Jeff, che intanto cerca di sedurre Lauren, un'appassionata dell'Ispettore Spaziotempo.
- Guest star: Tricia Helfer

## Storia alternativa dell'invasione tedesca
- Titolo originale: Alternative History of the German Invasion
- Diretto da: Steven Tsuchida
- Scritto da: Ben Wexler

### Trama
Il gruppo di studio si iscrive al corso di Storia Europea capitanato dal professor Noel Cornwallis, vista la mancata possibilità di seguire il corso sulla Storia del Gelato. In questo corso ritrovano gli studenti tedeschi che l'anno prima avevano sfidato Jeff e Shirley. Nel frattempo torna al Greendale Chang.

## Fuga di gruppo dai rapporti familiari
- Titolo originale: Cooperative Escapism in Familiar Relations
- Diretto da: Tristram Shapeero
- Scritto da: Steve Basilone e Annie Mebane

### Trama
È la festa del ringraziamento e Jeff la passerà con suo padre che non rivede da quando era piccolo. Shirley invece lo passa con la famiglia del suo compagno Andre e invita tutti a partecipare. Britta, da aspirante psicologa, vuole assistere all'incontro tra Jeff e il padre, senza che Jeff lo sappia; tutti gli altri invece vanno a casa di Shirley. Qui Annie, Troy, Abed e Pierce non si trovano a loro agio con i parenti di Andre e ben presto vanno a nascondersi nel garage. Abed a questo punto diventa narratore di un film ambientato in prigione ispirandosi a "Le ali della libertà" con protagonisti lui e i suoi amici. Intanto Jeff va a casa del padre ma scappa prima di aprire la porta, per poi essere costretto a tornare indietro perché Britta è là ad aspettarlo. Jeff allora torna indietro e conosce suo padre William Winger e il suo fratellastro Will jr. Il padre è freddo e distaccato come Jeff mentre Will jr è molto più emotivo ed è invidioso di Jeff, così Britta cercherà di aiutare lui. Nel frattempo a casa di Shirley, Abed e gli altri le provano tutte per "evadere" (Pierce diventa il buffone di casa Bennett) e quando mentre stanno per mangiare del cibo avariato arriva Shirley e svela che in realtà nemmeno lei sopporta i parenti di Andre e che ha invitato i suoi amici per passare il ringraziamento con loro. Nel contempo a casa Winger, Jeff mostra a suo padre i suoi lati fragili e insicuri per farlo sentire in colpa ottenendo un certo interesse da parte di Britta e ammirazione dal fratellastro. Il giorno dopo Jeff apparecchia il tavolo dell'aula studio per far passare a tutti un ringraziamento migliore con la compagnia desiderata. 

## Produzione avanzata di documentari
- Titolo originale: Advanced Documentary Filmmaking
- Diretto da: Jay Chandrasekhar
- Scritto da: Hunter Covington

### Trama
Chang torna al Greendale, ma ha perso la memoria. Gli studenti cercano di capire la realtà della "Changnesia" (una specie di amnesia) che affligge Chang. Tutti credono a questa misteriosa malattia, tranne Jeff che crede che Chang stia fingendo. IL preside sfruttando l'attenzione mediatica della "Changnesia", cerca di raccogliere soldi per la ricerca medica di questa patologia. Intanto Abed decide di girare un documentario.

## Economia della fauna marina
- Titolo originale: Economics of Marine Biology
- Diretto da: Tricia Brock
- Scritto da: Tim Saccardo

### Trama
Il Greendale ha bisogno di studenti ricchi per finanziare le proprie attività. Il preside affida il compito a Annie, Britta e Jeff di convincere un facoltoso e benestante studente a scegliere il Greendale. Nel frattempo Abed crea una confraternita chiamata Delta Cubes. Shirley e Troy partecipano a un corso di formazione per professori di educazione fisica e inaspettatamente Shirley si mostra molto capace a discapito di Troy che è in difficoltà.

## La sua storia della danza
- Titolo originale: Herstory of Dance
- Diretto da: Tristram Shapeero
- Scritto da: Jack Kukoda

### Trama
Il rettore Pelton organizza un ballo scolastico un po' anticonvenzionale chiamato Sadie Hawkings dance al Community College dove non sono gli uomini a invitare le donne, ma le donne invitano gli uomini. Britta per dissenso con il rettore, decide di organizzare un altro ballo scolastico. Intanto Annie e Shirley trovano due ragazze ad Abed da invitare al ballo.
Special guest: Brie Larson (la ragazza del guardaroba)

## Introduzione ai surrogati emotivi
- Titolo originale: Intro to Felt Surrogacy
- Diretto da: Tristram Shapeero
- Scritto da: Gene Hong

### Trama
Il gruppo di studio, dopo una avventura di cui non hanno ricordo, usa dei pupazzi per una seduta di terapia di gruppo, durante il quale riemergono strani e loschi segreti e in cui portano alla mente i ricordi di una bizzarra gita fuori porta con una mongolfiera.
Special guest: la cantante Sara Bareilles

## Introduzione ai nodi
- Titolo originale: Intro to Knots
- Diretto da: Tristram Shapeero
- Scritto da: Andy Bobrow

### Trama
Il gruppo di studio si riunisce nella casa di Jeff per passare il natale in compagnia e per scambiarsi i regali. Però Annie invita anche il professore di storia Cornwallis (interpretato da Malcolm McDowell), per cercare di convincerlo a cambiare il voto negativo che lui ha dato al compito di storia che tutto il gruppo ha svolto insieme. Ma la serata ben presto prende il verso sbagliato e si trasforma in un sequestro di persona.

## Basi di anatomia umana
- Titolo originale: Basic Human Anatomy
- Diretto da: Beth McCarthy-Miller
- Scritto da: Jim Rash

### Trama
Abed e Troy fingono di scambiarsi i rispettivi corpi per un solo giorno creando scompiglio all'interno del gruppo di studio. Shirley e Annie vengono a sapere che il primo aspirante portavoce di classe è Leonard e tentando di tutto per non far accadere ciò.

## La storia delle origini
- Titolo originale: Heroic Origins
- Diretto da: Victor Nelli Jr.
- Scritto da: Steve Basilone, Annie Mebane e Maggie Bandur

### Trama
Abed investiga sul passato dei componenti del gruppo di studio e scopre che le loro vite erano già collegate prima che si conoscessero e incontrassero al Greendale Community College. Intanto Chang elabora un piano per spazzare via il college.

## Introduzione avanzata alla finalità
- Titolo originale: Advanced Introduction to Finality
- Diretto da: Tristram Shapeero
- Scritto da: Megan Ganz

### Trama
Jeff è oramai prossimo alla laurea e fa progetti sul dopo Greendale e sul suo nuovo futuro da avvocato. Nel frattempo però riemerge la linea del tempo oscura che minaccia il futuro del Greendale e dell'intero gruppo di studio.
- Nota. Nell'episodio ci sono delle scene che richiamano il film Terminator.